# Derek Gee
Derek Gee (ur. 3 sierpnia 1997 w Ottawie) – kanadyjski kolarz szosowy i torowy. Olimpijczyk (2020).

## Osiągnięcia

### Kolarstwo szosowe
Opracowano na podstawie:

2015
- 1. miejsce w mistrzostwach Kanady juniorów (jazda indywidualna na czas)
- 2. miejsce w Ronde des Vallées

2021
- 3. miejsce w mistrzostwach Kanady (jazda indywidualna na czas)
- 3. miejsce w mistrzostwach Kanady (start wspólny)

2022
- 1. miejsce w mistrzostwach Kanady (start wspólny)

2023
- 1. miejsce w klasyfikacji najaktywniejszych Giro d’Italia

### Kolarstwo torowe
Opracowano na podstawie:

2017
- 1. miejsce w mistrzostwach panamerykańskich (wyścig drużynowy na dochodzenie)
- 1. miejsce w mistrzostwach panamerykańskich (wyścig indywidualny na dochodzenie)

2018
- 3. miejsce w igrzyskach Wspólnoty Narodów (wyścig drużynowy na dochodzenie)

2019
- 1. miejsce w mistrzostwach panamerykańskich (wyścig drużynowy na dochodzenie)
- 1. miejsce w mistrzostwach panamerykańskich (omnium)

## Rankingi

### Kolarstwo szosowe
| Rok              | 2017  | 2018  | 2019  | 2020 | 2021 | 2022 | 2023 | 2024 |
| ---------------- | ----- | ----- | ----- | ---- | ---- | ---- | ---- | ---- |
| World Ranking    | 1664. | 2300. | 1779. | -    | 652. | 696. | 67.  | 69.  |
| UCI America Tour | -     | 294.  | 267.  | -    | 70.  | 60.  | 7.   | 8.   |
| UCI Africa Tour  | 118.  | -     |       |      |      |      |      |      |
|                  |       |       |       |      |      |      |      |      |
| Źródło: UCI      |       |       |       |      |      |      |      |      |